# Лісне (Сумський район)
Лі́сне —  село в Україні, у Краснопільській селищній громаді Сумського району Сумської області. Населення становить 180 осіб. До 2020 орган місцевого самоврядування — Рясненська сільська рада.

## Географія
Село Лісне розташоване у одного із витоків річки Пожня, нижче за течією на відстані 6.5 км розташоване село Мезенівка. На відстані 2.5 км розташоване село Земляне, за 4,5 км — село Рясне.
За 5 км пролягає залізниця, станція П'ятипілля.

## Історія
- Село постраждало внаслідок геноциду українського народу, проведеного урядом СССР 1923-1933 та 1946-1947 роках.
- 12 червня 2020 року, відповідно до розпорядження Кабінету Міністрів України № 723-р «Про визначення адміністративних центрів та затвердження територій територіальних громад Сумської області», село увійшло до складу Краснопільської селищної громади[1].
- 19 липня 2020 року, в результаті адміністративно-територіальної реформи та ліквідації Краснопільського району, увійшло до складу новоутвореного Сумського району[2].

До повномасштабного російського вторгнення у 2022 році у селі Лісне мешкало близько 70 людей. Через постійні обстріли російськими військовими частина жителів вимушено покинула домівки. Станом на червень 2024 року в селі залишилось 33 людини.

## Пам'ятки
- Ряснянський — ботанічний заказник місцевого значення.